# 敘利亞戰爭

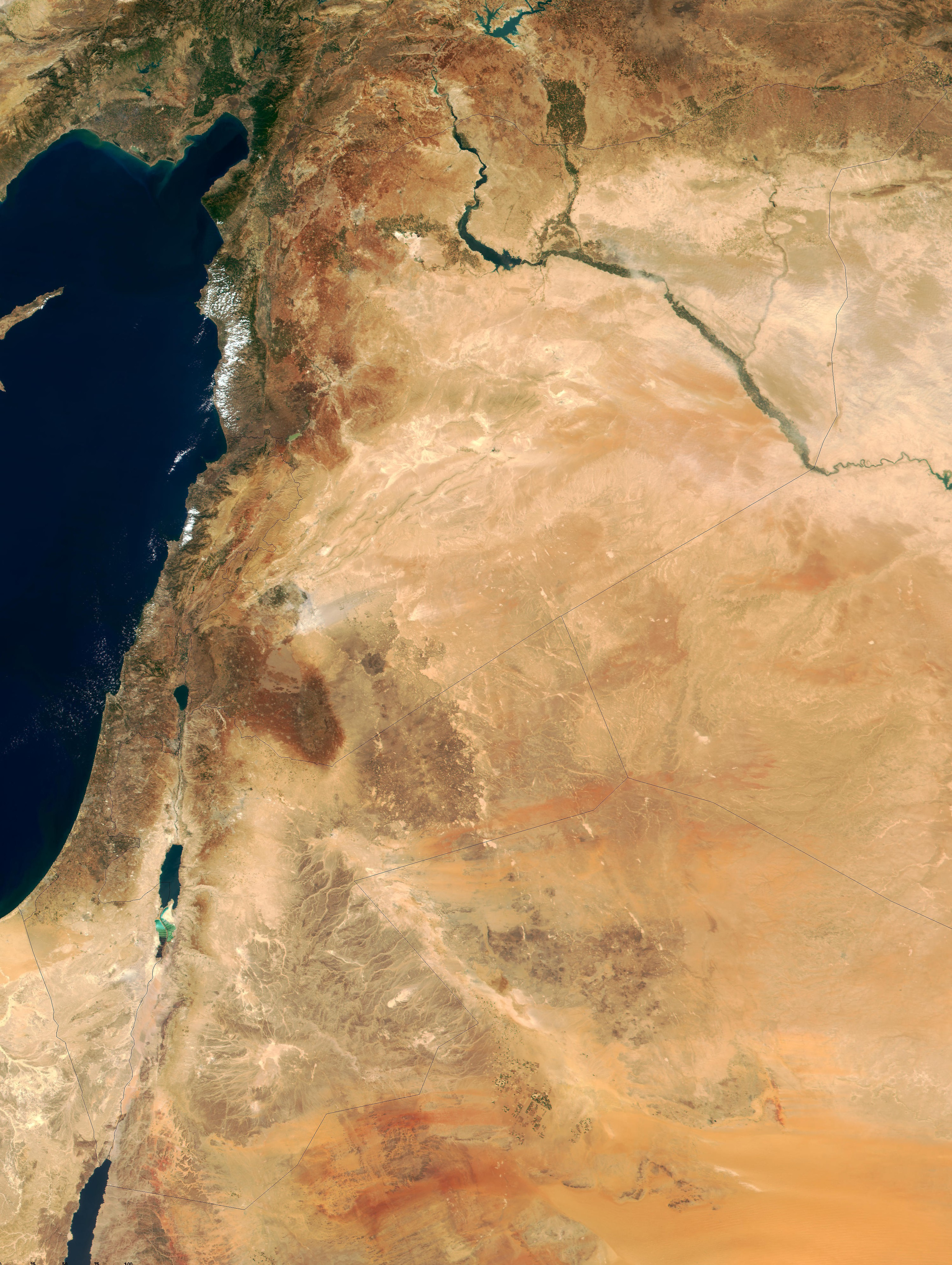
敘利亞戰爭激戰之地──柯里敘利亞

敘利亞戰爭是指在公元前3世紀及前1世紀，塞琉古帝國與托勒密埃及為爭奪通往埃及的數條大道之一的柯里敘利亞地區的多次戰爭。這些衝突使參與的雙方國力空虛，最終導致他們毁於羅馬共和國和帕提亞帝國之手。

## 第一次敘利亞戰爭（前274-前272年）
在托勒密二世統治下的其中十年中，他面對著安條克一世──一個意圖將帝國擴張到敘利亞及安那托利亞的塞琉古國王。托勒密二世絕對是一個堅強的統治者和能幹的將軍，加上他剛娶了很有宮廷智慧的姊姊阿爾西諾伊為妻，穩定了局勢緊張的埃及宮廷，使他能成功出兵。
第一次敘利亞戰爭是托勒密的一次重大勝利。安條克首先突襲成功，奪去了托勒密控制的敘利亞及南安那托利亞沿海地區。但托勒密在前271年重新奪回這些疆土，並將統治範圍伸展到卡里亞及大部份的奇里乞亞。乘著托勒密專注於東面，托勒密同母異父的兄弟馬加斯宣報他的昔蘭尼加獨立。昔蘭尼加維持獨立自至前250年才再被併歸托勒密王國。

## 第二次敘利亞戰爭（前260-前253年）
安條克二世在前261年繼承父任，由此為敘利亞展開新的一頁。他與當時馬其頓的安提柯國王安提柯二世達成協議。安提柯二世同樣有意將托勒密二世擠出愛琴海。安條克二世得到馬其頓的支持後，對托勒密在亞洲的軍事基地發動攻擊。 
大部份關於第二次敘利亞戰爭的資料均已遺失，但很明確的是在前256年安提柯的艦隊在科斯島戰役中打敗托勒密的艦隊，削弱托勒密的海上軍力。托勒密似乎失去奇里乞亞、潘菲利亞及愛奥尼亞，而安條克則奪回米利都和以弗所。之後，因安提柯要專心應付前253年科林斯和Chalcis的叛亂（也許是被托勒密煽動的）以及北面疆界敵國日趨增多的活動，馬其頓沒再介入敘利亞戰爭。
戰爭約於前253年因安條克迎娶托勒密的女兒貝勒尼基而告終。安條克與前妻勞迪絲一世繼絕關係，並給予她頗大的領地。安條克在前246年死於以弗所，根據一些文獻說是被勞迪絲毒殺的。托勒密二世也在同一年逝世。

## 第三次敘利亞戰爭（前246-前241年）
第三次敘利亞戰爭又稱為勞迪絲戰爭，是由經常困擾著希臘化國家的眾多繼承權危機的其中一宗所引起。安條克二世遺下了兩名野心勃勃的母親──被他遺棄的勞迪絲和托勒密二世的女兒貝勒尼基──爭相將各自的兒子推上上位。勞迪絲宣稱安條克臨終時指定了她的兒子為繼承人，但貝勒尼基辨稱她初生的兒子才是合法繼承人。貝勒尼基要求她剛剛當上國王的兄弟托勒密三世到安條克城及扶助她兒子登基。但當托勒密抵達時，貝勒尼基和她的孩子已遭人暗殺了。
托勒密於是在前246年向勞廸絲剛加冕的兒子塞琉古二世宣戰，他的出征非常成功。他在敘利亞及安那托尼亞對付塞琉古時得到重大勝利，曾短暫地佔領了安條克城，從最近發現的楔形文字 中證實，他甚至進軍至巴比倫尼亞。但令這些勝利美中不足的是托勒密在安德羅斯戰役中將基克拉澤斯輸給了安提柯二世。塞琉古也有他的苦處，他那跋扈的母親要求他給予弟弟安條克·伊厄拉斯共同攝政權以及塞琉古領土中安那托利亞的管治權。安條克立即宣布獨立，這一舉動危及到及塞琉古抵擋托勒密的努力。 
在前241年，為了雙方的和平，托勒密獲得了敘利亞北岸，包括安條克城的塞琉西亚佩里亚港。到了這時，托勒密王国達到了權力的頂峰。

## 第四次敘利亞戰爭（前219-前217年）
安條克三世於前223年登上塞琉古王位之後，立即以恢復塞琉古一世所失去的帝國屬地為已任，在他任內最大國土從東面巴克特里亞擴展到印度，北至赫勒斯滂，南至敘利亞。於前221年，他重新建立了塞琉古對東部行省的控制及從他的這反的伯父／叔父Acheaus手中奪回安那托利亞。這位雄心勃勃的國王繼而視線轉向敘利亞和埃及。
埃及因宮廷陰謀及大眾的不穩定而大幅衰落。剛登位的托勒密四世馬上便謀殺了他的母后貝勒尼基二世。這個年輕國王很快便墮入弄臣指掌中。他的大臣們利用自己絕對的權力謀取私利，卻做成人民的極度懊惱。
安條克乘著這混亂的局勢尋求利益。在前221年發動入侵失敗後，他終於在前219年開始了第四次敘利亞戰爭。他收復了塞琉西亚佩里亚港及在以色列的城市，當中包括泰爾。沒有馬上進侵埃及，安條克在以色列等待了超過一年，整合著他的新領土及聆聽托勒密王國的外交提案。
與此同時，托勒密的大臣索西比烏斯開始招兵買馬，訓練軍隊。他並非如以往般只從本地希臘人中招募希臘裔軍隊，也從本土埃及人中招募最少三萬人當方陣步兵。這一奇招取得了成功，但它最終也對托勒密王朝的穩定性帶來可怕的後果。在前217年夏天，托勒密與拖延了很久的安條克交戰並在自伊普蘇斯戰役以來最大的一場戰役──拉菲亞戰役──中將他擊敗。
托勒密的勝利維持了他在柯里敘利亞的控制，而這軟弱的國王沒有打算向安條克的帝國進一步用兵，甚或取回塞琉西亚佩里亚港。隨後多年，托勒密王國持續衰落，受著各樣的經濟困難及叛亂。埃及民族主義者情緒在有份參與拉菲亞一役的當地埃及人之中擴散。充滿信心及有充足訓練，他們自托勒密統治中爆發了一場「埃及起義」，在上埃及建立了自己的王國。該王國最終在前185年被托勒密平定。

## 第五次敘利亞戰爭（前202-前195年）
隨著托密勒四世於前204年的逝世，一場爭奪攝政權的血腥衝突由此展開，皆因王位繼承人托勒密五世仍衹是一個五歲小孩子。衝突始於前國王的妻子及姊妹阿爾西諾伊被大臣阿加托克利斯和索西比烏斯謀殺。索西比烏斯的下場並不清楚，但阿加托克利斯應該當上攝政王好一段時間，直至被一群亞歷山大港暴徒私刑處死。攝政權一換再換，而王國亦幾乎處於無政府狀態。
趁著混亂好混水摸魚，安條克三世籌劃著第二次入侵柯里敘利亞。他與馬其頓的腓力五世達成協議去征服及瓜分托勒密的海外領土，然而這貪婪的聯盟並不長久。安條克迅即橫掃整個地區。他在加沙稍有挫敗，但隨即在約旦河源頭附近的帕尼翁戰役中，給予托勒密決定性的一擊。這一役讓他贏取了西頓的重要海港。
於前200年，羅馬密使到來要求腓力及安條克抑制一下，不要再入侵埃及，因為羅馬人不希望他們從埃及輸入的穀物受到戰爭影响，這些穀物可是意大利龐大人口的重要食糧。由於兩個國王都無意入侵埃及本土，他們都樂意依從羅馬的要求。安條克在前198年完成征服柯里敘里亞，並繼續侵襲托勒密餘下在卡里亞及奇里乞亞的海岸要塞。
國內的問題使托勒密尋求快捷而不利的解決辦法。本土主義運動在「埃及起義」的戰爭之前便已開始，並在埃及祭司的支持下不繼擴張，運動使全國混亂和叛亂。經濟問題令托勒密政府增加賦稅，使埃及的民族主義者更加火上加油。為了集中對付國內的戰線，托勒密在前195年與安條克簽署了一份謀求和解的協議，同意讓柯里敘利亞成為塞琉克國王的領地及迎娶安條克的女兒克利奧帕特拉一世為妻。

## 第六次敘利亞戰爭（前170-前168年）
前170年，托勒密六世的兩位攝政王（Eulaeus及Lenaeus）向塞琉古國王安條克四世宣戰。同年，托勒密的妹妹克利奧帕特拉二世宣布為共治者以加強埃及的統一性。埃及的軍事行動要在前169年策略性重鎮培琉喜阿姆被安條克攻佔迅速取到上風時才開始。埃及人意會到他們開戰的愚行，遂將兩位攝政王罷免，另選了兩位新攝政王（Comanus 及Cineas），並派遣使者與安條克商議和約。安條克將托勒密六世─也是他的姪兒─置於監護之下，使自己實際上控制著埃及。但是亞歷山大港的人認為這事不可接受，於是改立托勒密八世為唯一的國王。安條克試圖用艦隊封鎖亞歷山大港，但他未能阻截這城市的通訊，而且他這時又需要處理猶太行省的叛亂，於是他在前169年撤軍。安條克離開後，托勒密六世與他的弟弟言歸於好，安條克對於失去對國王的控制感到忿怒，於是他再次進侵。埃及派人到羅馬尋求協助，元老院於是派遣蓋烏斯·波皮利烏斯·拉埃納斯到亞歷山大港。這時候，安條克剛攻下塞浦路斯及孟斐斯並正前往亞歷山大港。在首都市郊（Eleusis），安條克遇上了波皮利烏斯·拉埃納斯－一個他逗留羅馬時的朋友。沒有友善的歡迎，波皮利烏斯給安條克下元老院的最後通牒：安條克必須從埃及和塞浦路斯撤退。安條克要求給他一些時間考慮，波皮利烏斯於是用手杖圍著他在沙地上劃了個圓圈，並叫他在步出沙圈前要決定好。安條克選擇服從羅馬的最後通牒。公元前168年的這一天（稱為Day of Eleusis）結束了第六次敘利亞戰爭以及安條克征服埃及的希望。

## 第七次敘利亞戰爭（前147-前145年）
托勒密埃及國王托勒密六世趁著塞琉古帝國內戰，以幫助塞琉古國王亞歷山大·巴拉斯的名義侵占了腓尼基沿岸，後來他乾脆與亞歷山大·巴拉斯攤牌，奪回先前第六次敘利亞戰爭的敘利亞所有失地，占領塞琉古首都安條克城，還曾被擁為塞琉古國王，托勒密最後在奧諾帕魯斯河戰役擊敗亞歷山大·巴拉斯，亞歷山大敗亡，托勒密六世似乎來到聲望最高峰，但不幸是幾日後他也因負傷過重而逝世。托勒密六世的盟友德米特里二世意外成為這場戰爭最後的得利者，他趁著埃及軍隊因失去國王撤退回國時，擊敗了他們，收回敘利亞失土。

## 備註
1. ↑  見 托勒密三世編年史 （页面存档备份，存于） （英文）

## 參閱條目
- 塞琉古帝国
- 托勒密王朝
- 安条克三世

## 資料來源及進一步閱讀
- Green, Peter. Alexander to Actium: The Historical Evolution of the Hellenistic Age. Berkeley: University of California Press, 1990. ISBN 0-500-01485-X （英文）